# Бумажкове (станція)
Бумажкове (біл. Бумажкова; до 1955 року — Залісся-Бобруйське) — станція Могильовського відділення Білоруської залізниці в Жовтневому районі Гомельської області. Розташована в селищі Бумажкове, за 0,8 км на схід від села Залісся; на лінії Бобруйськ — Рабкор, поміж зупинними пунктами Оземля і Нова Дуброва.